# FV Preussen Eberswalde
Der FV Preussen Eberswalde ist ein Fußballverein aus Eberswalde im Bundesland Brandenburg. Die 1. Männermannschaft spielte als BSG Motor Eberswalde insgesamt 12 Jahre in der DDR-Liga und ein Jahr in der NOFV-Liga. Von 1994 bis 2007 war das Team als FV Motor ununterbrochen Mitglied in der Oberliga Nordost (Staffel Nord), stieg dann aber 2006/07 als 16. und Tabellenletzter in die aktuell so genannte Brandenburg-Liga ab. 2011 fusionierte der Verein mit dem FC Freya Marienwerder zum FV Preussen Eberswalde.

## Mannschaften

### Überblick
Der Verein unterhält zwei Herrenmannschaften, einen durchgehenden Nachwuchszug, der alle Altersklassen umfasst sowie zwei Freizeitmannschaften im Altherren-Bereich. Insgesamt waren 14 Mannschaften mit ca. 120 aktiven Fußballern im Ligabetrieb der Saison 2011/12 gemeldet.

### Zweite Mannschaft
Die zweite Mannschaft spielt ab der Saison 2010/11 in der Landesklasse Nord im Fußball-Landesverband Brandenburg. Davor spielte man als Gründungsmitglied seit 1990 ununterbrochen in der Landesliga Brandenburg, stieg zwischen 2008 und 2010 zweimal ab und nahm ab 2011 den Ligaplatz vom FC Freya Marienwerder für die zweite Mannschaft des Vereins in der Landesklasse ein.

### Nachwuchsbereich
In der Saison 2010/11 unterhielt der Verein in den A-Junioren (U19) eine Spielgemeinschaft mit dem 1. FV Stahl Finow, SV Lichterfelde, 1. FC Finowfurt und OSV Eberswalde, welche unter der Bezeichnung SG Oberbarnim in der Landesklasse (4. Spielklasse) spielt. In allen anderen Altersklassen von der B-Jugend (U17) bis zu den G-Junioren (ab 4 Jahre) unterhält der Verein eigene Jugendmannschaften.

## Geschichte

### 1909 bis 1945
Der Verein wurde am 1. Juli 1909 als Fußballclub Preussen 09 gegründet und nahm sofort am offiziellen Spielbetrieb teil. Bis zum Ersten Weltkrieg gelang der Aufstieg von der dritten in die erste Kreisklasse. Nachdem der Spielbetrieb während des Krieges zum Erliegen gekommen war, meldete sich die Mannschaft 1920 wieder für die zweite Kreisklasse. Es gelang der sofortige Aufstieg in die erste Kreisklasse. In der Saison 1922/23 verlor die Mannschaft lediglich ein Spiel und stieg in die Kreisliga, die damals zweithöchste Spielklasse, auf. Die Klasse konnte in den Folgejahren gehalten werden. Nach Machtübernahme der Nazis wurden die Ligen neu strukturiert. Preußen 09 spielte nun in der Bezirksklasse, der zweithöchsten Liga unter der Gauliga. 1936 stieg der Verein ab und spielte bis Kriegsbeginn in der Kreisliga. Mit Ausbruch des Zweiten Weltkrieges brach der organisierte Spielbetrieb in Eberswalde weitgehend zusammen.

### 1946 bis 1991
1946 musste der „reaktionäre“ Vereinsname abgelegt werden und die Spieler von Preussen 09 organisierten sich hauptsächlich in der am 1. September 1946 gegründeten Zentralen Sportgemeinschaft Eberswalde Nord. Eberswalde Nord nahm noch im gleichen Jahr den Spielbetrieb in der Landesliga Brandenburg auf. Im Oktober 1948 wurde der Verein in ZSG Eintracht Eberswalde umbenannt. 1949 folgte der Abstieg in die Landesklasse. Im selben Jahr bekam der Verein einen Trägerbetrieb zugeteilt. Gemäß der Einordnung des Betriebes in den Wirtschaftszweig Metallurgie hieß der Verein nun BSG Stahl Eberswalde. Nur kurze Zeit später wurde der Trägerbetrieb dem Ministerium für Maschinenbau unterstellt, so dass der Verein nun für die nächsten Jahre den Namen BSG Motor Eberswalde tragen sollte.
1952 kam es zur Auflösung der Länder und stattdessen zu einer Unterteilung der DDR in 15 Bezirke. Eberswalde gehörte dem Bezirk Frankfurt (Oder) an. Da die größte Konkurrenz aus Potsdam und der Lausitz nun in anderen Bezirken spielten, war Eberswalde plötzlich eine der Spitzenmannschaften der Bezirksliga. 1955 und 1956 gewann sie den Bezirksmeistertitel, scheiterte jedoch in den Aufstiegsrunden zur DDR-Liga. 1958 wurde eine Zwischenklasse zwischen DDR-Liga und Bezirksliga eingeführt, die sogenannte II. DDR-Liga. Durch einen weiteren Bezirksmeistertitel 1957 qualifizierte sich Eberswalde für diese neue Liga. In der ersten Saison konnte die Klasse gehalten werden, 1959 folgte hingegen der Abstieg. 1960 stieg Motor direkt wieder auf und schaffte 1961 den Klassenerhalt in der II. DDR-Liga. Am Ende der Saison 1962/63 wurde die II. DDR-Liga wieder aufgelöst und Motor befand sich trotz eines zweiten Platzes erneut in der Bezirksliga.
Dass der Fußball im Bezirk Frankfurt (Oder) nicht zu den stärksten gehörte, zeigte sich in den Folgejahren. Bis 1970 gewann Motor Eberswalde fünfmal teils souverän die Bezirksmeisterschaft, doch scheiterte jeweils in der Aufstiegsrunde zur DDR-Liga an den Bezirksmeistern aus Berlin, Cottbus und Potsdam.
In der Saison 1971/72 gelang nach erneuter Bezirksmeisterschaft schließlich der Aufstieg in die DDR-Liga. Die Saison 1972/73 beendete das Team mit einem Platz im Mittelfeld, stieg eine Saison später jedoch durch einen vorletzten Platz wieder in die Bezirksliga ab. Mit 50:2 Punkten war Eberswalde zu stark für die Bezirksliga und stieg direkt wieder in die DDR-Liga auf. Von 1976 bis 1978 konnte man dreimal in Folge durch einen fünften, vierten und dritten Platz souverän die Klasse halten. Ab der Saison 1978/79 begann die Berg- und Talfahrt zwischen Bezirksliga und Liga erneut. 1979 stieg Motor als Tabellenletzter ab, 1980 als Bezirksmeister wieder auf und 1981 als Vorletzter ab. Nach dem dreizehnten Bezirksmeistertitel 1982 scheiterte Motor in den Aufstiegsspielen, machte es 1983 jedoch besser und durfte somit ein weiteres Jahr Liga spielen.
Da die Liga ab der Saison 1984/85 von fünf auf zwei Staffeln reduziert wurde, hätte die Mannschaft die Saison 1983/84 als Sechster beenden müssen, um die Klasse zu halten. Der lediglich elfte und damit vorletzte Platz führte die Mannschaft erneut in die Bezirksliga. In den folgenden fünf Spielzeiten gewann Motor noch vier Bezirksmeistertitel, scheiterte jedoch jeweils in den Aufstiegsrunden. Als erneuter Meister 1989/90 qualifizierte sich die Mannschaft für die letzte Ligasaison. Nach Auflösung des Fußballverbandes der DDR wurde diese bereits durch den neu gegründeten NOFV organisiert. Mit einem Punkt Vorsprung wurde der Abstieg vermieden und somit die Eingliederung in die neu geschaffene Oberliga Nordost, die damals dritthöchste Spielklasse, erreicht.

### 1991 bis heute

Vereinslogo des FV Motor Eberswalde bis Mai 2011

Als der Trägerbetrieb seine Unterstützung für den Verein einstellte, wurde aus der Betriebssportgemeinschaft (BSG) wieder ein Sportverein und der Verein nannte sich SV Motor Eberswalde. 1993 musste die Mannschaft nach einem 15. Platz den Gang in die Verbandsliga Brandenburg antreten. Durch den Gewinn der Brandenburgischen Landesmeisterschaft 1993/94 folgte der direkte Wiederaufstieg. 1995 wurde die Fußballsektion zur besseren Fördermöglichkeit aus dem Sportverein herausgelöst. Seitdem trat die Fußballmannschaft unter dem Namen FV Motor Eberswalde als eigenständiger Verein auf.
Seit 1994/95 spielte Motor ununterbrochen in der Oberliga Nordost (Staffel Nord) und erreichte überwiegend Mittelfeldplätze. Außerdem erreichte Motor Eberswalde 1995 das Landespokalfinale (ausgetragen in Königs Wusterhausen), unterlag aber FC Energie Cottbus mit 1:2. In der Saison 2006/07 stieg man als 16. (Tabellenletzter) in die Verbandsliga Brandenburg (zur Folgesaison umbenannt in Brandenburg-Liga) ab.
Nachdem die Mitgliederversammlungen des FV Motor Eberswalde und des FC Freya Marienwerder am 24. Mai 2011 die Verschmelzung beider Vereine beschlossen hatten, wurde die Fusion zum FV Preussen Eberswalde am 10. Juni 2011 urkundlich besiegelt.

## Erfolge
DFV
Liga
- Aufstieg in die DDR-Liga: 1972, 1975, 1980, 1983, 1990 (NOFV-Liga)
- Aufstieg in die II. DDR-Liga: 1957, 1960
- Bezirksmeister Frankfurt/Oder: 1955, 1956, 1957, 1962, 1964, 1965, 1966, 1968, 1970, 1972, 1975, 1980, 1982, 1983, 1985, 1986, 1987, 1989, 1990

Pokal
- Bezirkspokalsieger Frankfurt/Oder: 1954, 1967, 1975, 1983, 1985, 1986, 1990
- Teilnahme am FDGB-Pokal: 1954, 1957, 1959, 1963, 1967, 1973, 1974, 1975, 1976, 1977, 1978, 1979, 1981, 1983, 1985, 1986, 1990 (NOFV-Pokal)

 DFB
Liga
- Oberliga Nordost: 1994–2007
- Aufstieg in die Oberliga Nordost: 1994
- Brandenburgischer Landesmeister: 1994

Pokal
- Landespokalfinale Brandenburg: 1995

## Stadion
Der FV Preussen Eberswalde trägt seine Heimspiele im Westendstadion aus. Das Stadion bietet 4500 Zuschauern Platz und hat 300 überdachte Sitzplätze. Die Anlage umfasst außerdem einen ligatauglichen Kunstrasenplatz mit Stehplatzüberdachung sowie einen zweiten ebenfalls ligatauglichen Rasenplatz. Alle Plätze enthalten Flutlicht-Beleuchtung.